# Arthur Creech Jones
Arthur Creech Jones, född 15 maj 1891, död 23 oktober 1964, var en brittisk fackföreningsledare och politiker.
Han var mellan 1919 och 1929 Ernest Bevins närmaste medarbetare i transport- och grovarbetarförbundet och kom därefter att inneha flera ledande poster i den engelska fackföreningsrörelsen.
Sedan 1935 var han ledamot av underhuset och var sedan 1945 understatssekreterare för kolonialministeriet i Clement Attlees regering; 1946 efterträdde han G. H. Hall som ministeriets chef samt ledamot av kabinettet.